# إميليا توري
إميليا توري (الروسية: Турей, Эмилия Халсбериевна) مواليد 6 أكتوبر 1984 في أستراخان، هي لاعبة كرة يد روسية تلعب كجناح أيسر. مثلت منتخب روسيا لكرة اليد للسيدات. شاركت في دورة الألعاب الأولمبية الصيفية سنة 2008. حققت المركز الأول في بطولة العالم لكرة اليد للسيدات 2005.

## الميداليات
| الميدالية | المسابقة                            |
| --------- | ----------------------------------- |
| فضية      | الألعاب الأولمبية الصيفية 2008      |
| ذهبية     | بطولة العالم لكرة اليد للسيدات 2005 |
| ذهبية     | بطولة العالم لكرة اليد للسيدات 2007 |
| ذهبية     | بطولة العالم لكرة اليد للسيدات 2009 |
| فضية      | بطولة أوروبا لكرة اليد للسيدات 2006 |
| برونزية   | بطولة أوروبا لكرة اليد للسيدات 2008 |

## روابط خارجية
- إميليا توري على موقع الاتحاد الأوروبي لكرة اليد (الإنجليزية)
- إميليا توري على موقع أوليمبيديا (الإنجليزية)